# Бєлорєченський (Архангельська область)
Бєлорєченський (рос. Белореченский) — селище в Верхньотоємському районі Архангельської області Російської Федерації.
Населення становить 162 особи. Входить до складу муніципального утворення Верхньотоємський муніципальний округ.

## Історія
До 1 червня 2021 року входило до складу муніципального утворення Горковське муніципальне утворення.

## Населення
| 2002 | 2010 |
| ---- | ---- |
| 216  | ↘162 |